# Xilithus ruyii
Espèce
Synonymes
- Acrolithus ruyii Liu & Li, 2022

Xilithus ruyii est une espèce d'araignées aranéomorphes de la famille des Phrurolithidae.

## Distribution
Cette espèce est endémique du Jiangxi en Chine,. Elle se rencontre dans le xian de Chongyi.

## Description
La femelle holotype mesure 3,27 mm.

## Systématique et taxinomie
Cette espèce a été décrite sous le protonyme Acrolithus ruyii par Liu et Li en 2022. Acrolithus Liu & Li, 2022, préoccupé par Acrolithus Freytag & Ma, 1988, a été remplacé par Xilithus par Lin et Li en 2023.

## Étymologie
Cette espèce est nommée en l'honneur de Ru-yi Wang.

## Publication originale
- Liu, Li, Zhang, Ying, Meng, Fei, Li, Xiao & Xu, 2022 : « Unknown species from China: the case of phrurolithid spiders (Araneae, Phrurolithidae). » Zoological Research, vol. 43, no 3, p. 352-355, Suppl. I : 5 p., Suppl. II : p. I-CCXX (texte intégral).